# Coton in the Elms
Coton in the Elms est une paroisse civile et un village du Derbyshire, en Angleterre.